# Cacosceles gracilis
Cacosceles gracilis är en skalbaggsart som beskrevs av Lackerbeck 2000. Cacosceles gracilis ingår i släktet Cacosceles och familjen långhorningar. Inga underarter finns listade.